# Boi (argot)
Pour les articles homonymes, voir Boi.
Boi (pluriel : bois) est un terme utilisé dans les communautés LGBT et « butch-fem » pour se référer aux identités sexuelles et/ou de genre d'une personne,. Au départ, le terme a été inventé pour désigner les personnes LGBTQ noires, spécialement les individus gay, puis, plus tardivement, pour se référer au genre. « Boi » est populaire dans les communautés latinos et asiatiques.
Dans les communautés lesbiennes,
il y a une acceptation croissante d'expressions de variance de genre, comme l'identification en tant que boi,,. Le terme peut désigner un certain nombre de possibilités qui ne sont pas mutuellement exclusives :
- Un « boi » est (généralement) une jeune personne qui préfère des partenaires plus âgés, et qui est le « boi » dans une rencontre « daddy et boi », relation, ou situation sexuelle, où « boy » et « boi », respectivement, sont utilisés pour différencier quelqu'un qui est mineur, de quelqu'un qui s'identifie simplement comme étant la personne plus jeune qui veut ou qui a besoin de quelqu'un de plus âgé. Dans ce contexte, « boi » peut être masculin ou efféminé, ou n'importe où sur ce spectre, et certains hommes s'identifient comme un « boi » bien au-delà de leurs 20 ans, et surtout tant qu'ils sont impliqués dans des relations avec des hommes plus âgés. Souvent, mais pas toujours, un « boi » préfère le rôle de soumission.
- Une jeune personne, qui incarne éventuellement les attributs stéréotypés de la sexualité et de l'engagement libre dans les relations, est en contraste avec le stéréotype de la U-Haul lesbian. Les Bois ne s'identifient pas comme « butchs », ces dernières jouant un rôle plus puissant ou responsable, « l'homme de la maison », tandis qu'un boi est plus libre et jeune.
- Une personne « butch » soumise dans la communauté BDSM, ou une jeune butch dans la communauté butch-fem[7].
- Un jeune homme trans, ou un homme trans qui est dans les premiers stades de la transition[7].
- Un terme affectif utilisés par les fems pour désigner les butchs[7]. Il peut également être utilisé dans la communauté gay pour se référer à une personne plus jeune – bisexuelle ou gay – qui a des caractéristiques efféminées[7]. Le terme peut également être utilisé par toute personne qui souhaite distinguer les identités hétérosexuelles ou hétéronormatives[7].

Boi peut également se référer à une personne assignée femme à la naissance, qui généralement ne s'identifie pas ainsi, ou qui ne s'identifie que partiellement comme féminine, fille, ou femme. Certains bois sont trans et/ou intersexes. Certains « bois » peuvent avoir une ou plusieurs identités, mais ils s'identifient presque toujours comme lesbiens, dykes, ou queer. Quelques trans bois sont aussi genderqueer/non-binaire (lui-même étant un groupe trans*), ou s'identifient comme homme cis ou trans, tout en n'étant pas « genderfuck ». Les Bois peuvent préférer une gamme de pronoms non-binaire (ou neutres) telle que « iel », « iels », « yel », « yels », « ul », ou « uls », « ol » ou « ols ».

## Divers
- Le terme a également été utilisé comme une variante de l'orthographe « boy » (« garçon ») quand on ne pouvait pas enregistrer de nom d'utilisateur (en particulier sur AOL dans les années 1990, lorsque beaucoup de noms étaient déjà enregistrés) avec l'orthographe normale de « boy » (garçon). Il a été généralement choisi par les jeunes hommes homosexuels (appelés également « minets »).

- Sk8er Boi : une chanson d'Avril Lavigne.